# Județul Chilia, Guvernământul Basarabiei
Județul Chilia sau Județul Chilia Nouă a fost o unitate administrativă din Regatul României între 1941 și 1944. Reședința județului era orașul Chilia Nouă.

## Istoric
Județul Chilia a fost organizat după eliberarea Basarabiei de către forțele române și germane în vara anului 1941. A cuprins aproximativ partea de est a județului Ismail interbelic și partea de vest a județului Cetatea Albă interbelic.  

## Întindere
Se învecina la vest cu județul Ismail, la nord cu județul Tighina, la sud cu județul Tulcea iar la est cu județul Cetatea Albă. În partea de sud-est avea ieșire la Marea Neagră. Actualmente teritoriul fostului județ aparține Regiunii Odesa din Ucraina.

## Organizare
Județul era organizat (la 1941) în două orașe (Chilia Nouă și Vâlcov) și trei plăși:
- Localitățile urbane

1. Orașul Chilia Nouă,
2. Orașul Vâlcov și

- Plășile

1. Chilia,
2. Tarutino,
3. Tătărăști.

## Populație
Conform recensământului din toamna lui 1941 populația județului era de 136.469 locuitori, dintre care 33,60% ucrainieni, 26,77% bulgari, 18,70% români, 18,13% ruși, 1,29% găgăuzi, 0,65% polonezi, 0,11% germani, 0,09% evrei. 

### Mediul urban
În 1941 populația urbană a județului era de 20.611 locuitori.